# Phytomyza monori
Phytomyza monori este o specie de muște din genul Phytomyza, familia Agromyzidae, descrisă de Franz Groschke în anul 1957.
Este endemică în Germania. Conform Catalogue of Life specia Phytomyza monori nu are subspecii cunoscute.